# Massimiliano Parla
Massimiliano Parla, né le 26 février 1976, est un nageur italien.

## Palmarès

### Championnats d'Europe
- Championnats d'Europe 2004 à Madrid
  -  Médaille de bronze du 10 km

### Jeux méditerranéens
- Jeux méditerranéens de 1997 à Bari
  -  Médaille de bronze du 15 km